# Sierra de Gila

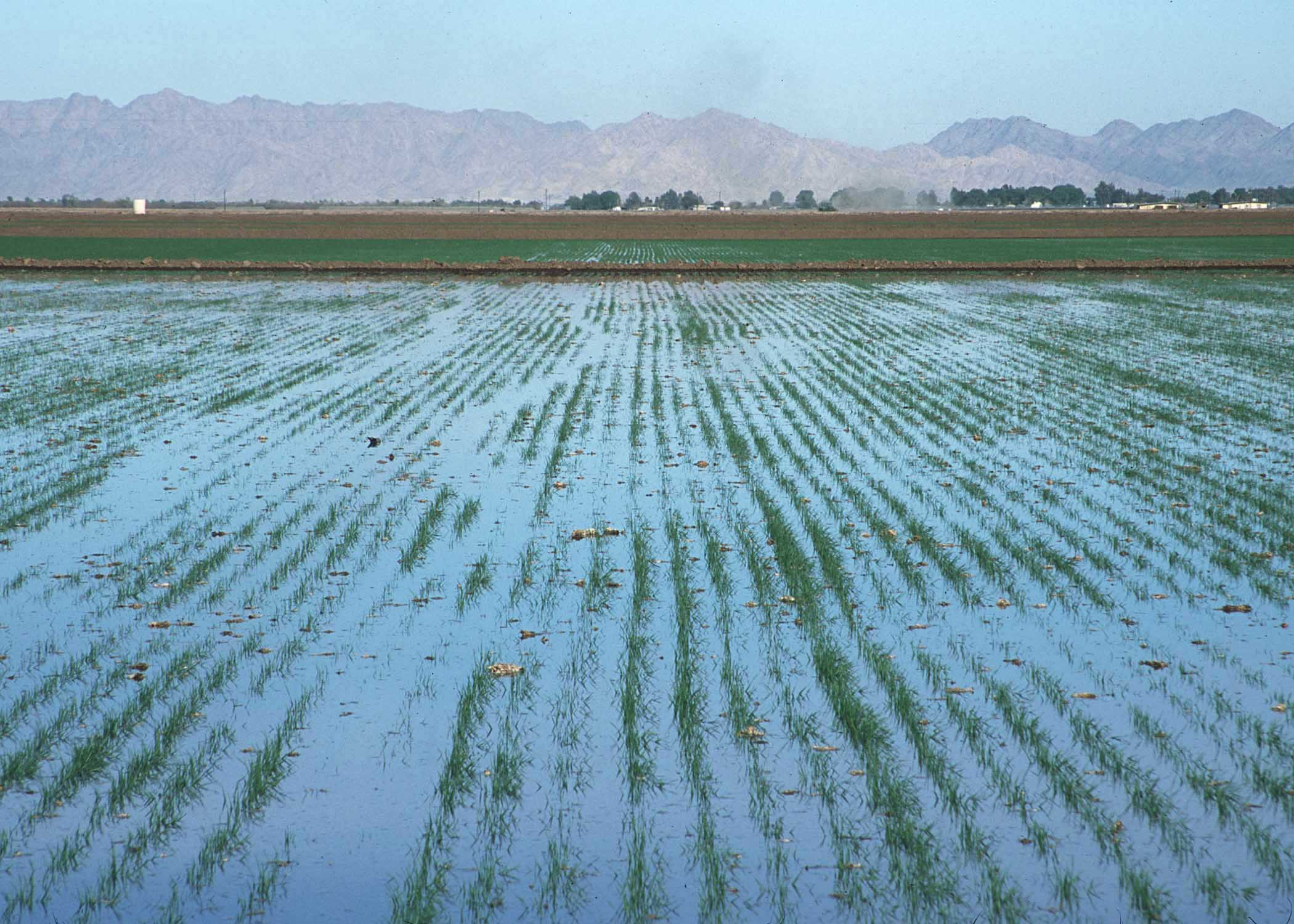
Sierra de Gila, al fondo.

La sierra de Gila es una sierra en el suroeste del estado de Arizona al noroeste del desierto de Sonora.
La sierra de Gila en el condado de Yuma es un cordal montañoso de unas 26 millas de longitud en dirección noroeste-sureste, enlazadas en el sur a la sierra de las Tinajas Altas que continúan hacia el sureste hacia Sonora, México, por otras 30 millas. El extremo noroeste de la sierra  limita con el sureste de la sierra de la Laguna. El río Gila recorre el valle del Gila entre estas sierras, para posteriormente desembocar en el río Colorado.
La sierra de Gila se ubica en la confluencia del río Colorado con el río Gila en el valle bajo del río Colorado. El río Gila se dirige al noroeste en el extremo norte de la sierra y luego en dirección oeste por 6 millas hasta el Colorado.